# Xyletobius dollfusi
Xyletobius dollfusi là một loài bọ cánh cứng thuộc họ Ptinidae.